# Södertäljes infrastruktur
Södertäljes infrastruktur utgörs av tätorten Södertäljes transportnät, dess utbildning och dess sjukvård. 

## Transporter

### Vägar
Södertälje ligger längs huvudvägen mellan Stockholm och Helsingborg, och fram 1960-talet leddes all passerande trafik på Riksettan igenom stadskärnan. År 1965 öppnades motorvägen förbi Södertälje, inklusive E4-bron.
I Södertälje möts motorvägarna på E4 och E20 vid trafikplats Saltskog (avfart nummer 143). Andra större vägar som går igenom Södertälje är den gamla sträckningen av Riksettan, Järnagatans/Nyköpingsvägens förlängning, (till Trosa via Vagnhärad) samt Länsväg 225 (till Nynäshamn via Ösmo). Riksväg 57 (till Katrineholm via Flen) börjar strax söder om Södertälje.

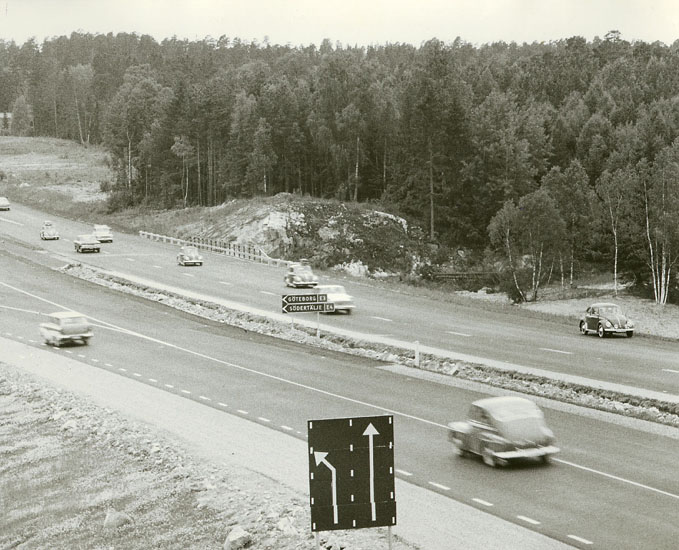
Södertälje fick motorväg innan högertrafikomläggningen.
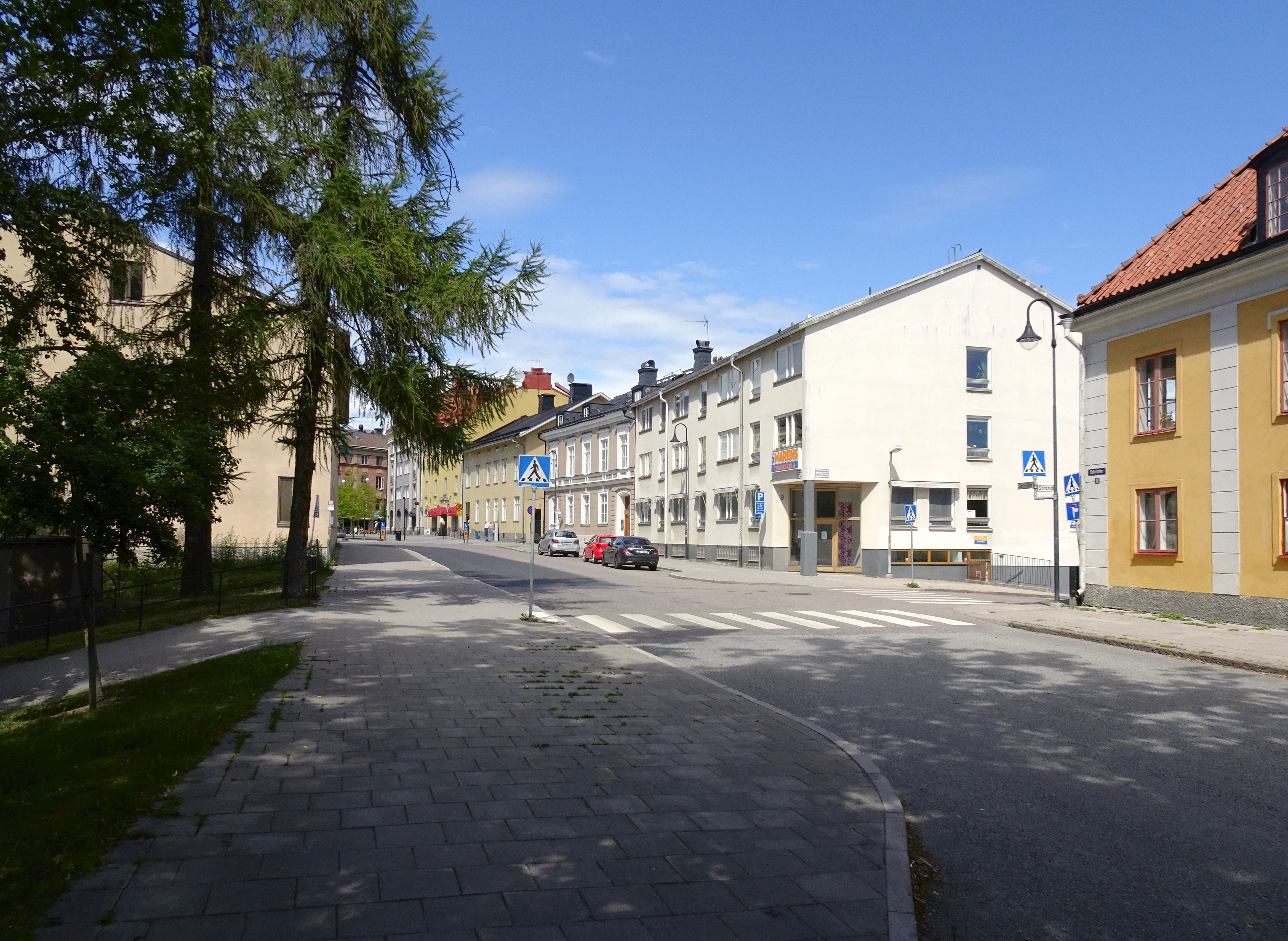
Saltsjögatan i stadskärnan.

### Järnväg
Södertälje är kuperat och genomkorsas av en kanal, vilket gjort det utmanande att bygga järnvägsförbindelser i staden. Detta till trots är Södertälje en järnvägsknut. I Södertälje finns fyra stationer för persontåg; Södertälje centrum, Södertälje hamn, Södertälje syd och Östertälje. De många järnvägarna som löper igenom Södertälje medför att man kan resa till Sveriges tre storstäder Stockholm, Göteborg och Malmö samt de skandinaviska huvudstäderna Oslo och Köpenhamn utan byte.

#### Järnvägshistoria
Den 24 oktober 1860 öppnade järnvägen i Södertälje, två år innan hela den Västra stambanan stod färdig. Den första järnvägsbron över Södertälje kanal var en enkelspårig svängbro, och stod klar 1858. Huvudlinjen hamnade utanför stadskärnan, med en dragning väster om Saltskogsfjärden där stadens huvudstation blev Södertelge öfre/Saltskog. Därifrån drogs en bibana med anslutning till Södertälje central. Södertälje blev järnvägsknut när Norra Södermanlands Järnväg mot Åkers styckebruk och Eskilstuna invigdes 1895.
I samband med en utbyggnad av Södertälje kanal fick stambanan en ny dragning genom staden. Den ursprungliga järnvägsbron medgav för låg hastighet, och nya tyngre tåg fordrade ökad stabilitet. En dubbelspårig klaffbro byggdes därför. 1921 öppnade den nya sträckningen, och staden fick den nya huvudstationen Södertälje södra. Stationen i Saltskog revs därefter.
På stadens järnvägsstationer har det lokala bakverket Södertäljekringlor sålts. Försäljningen sköttes framför allt av äldre kvinnor, vilka benämndes kringelgummor. Från 1920-talet utvecklades ett system där försäljare betalade för en licens att sälja på järnvägsstationerna i Södertälje. Försäljningen av Södertäljekringlor fortsatte fram till 1950-talet.

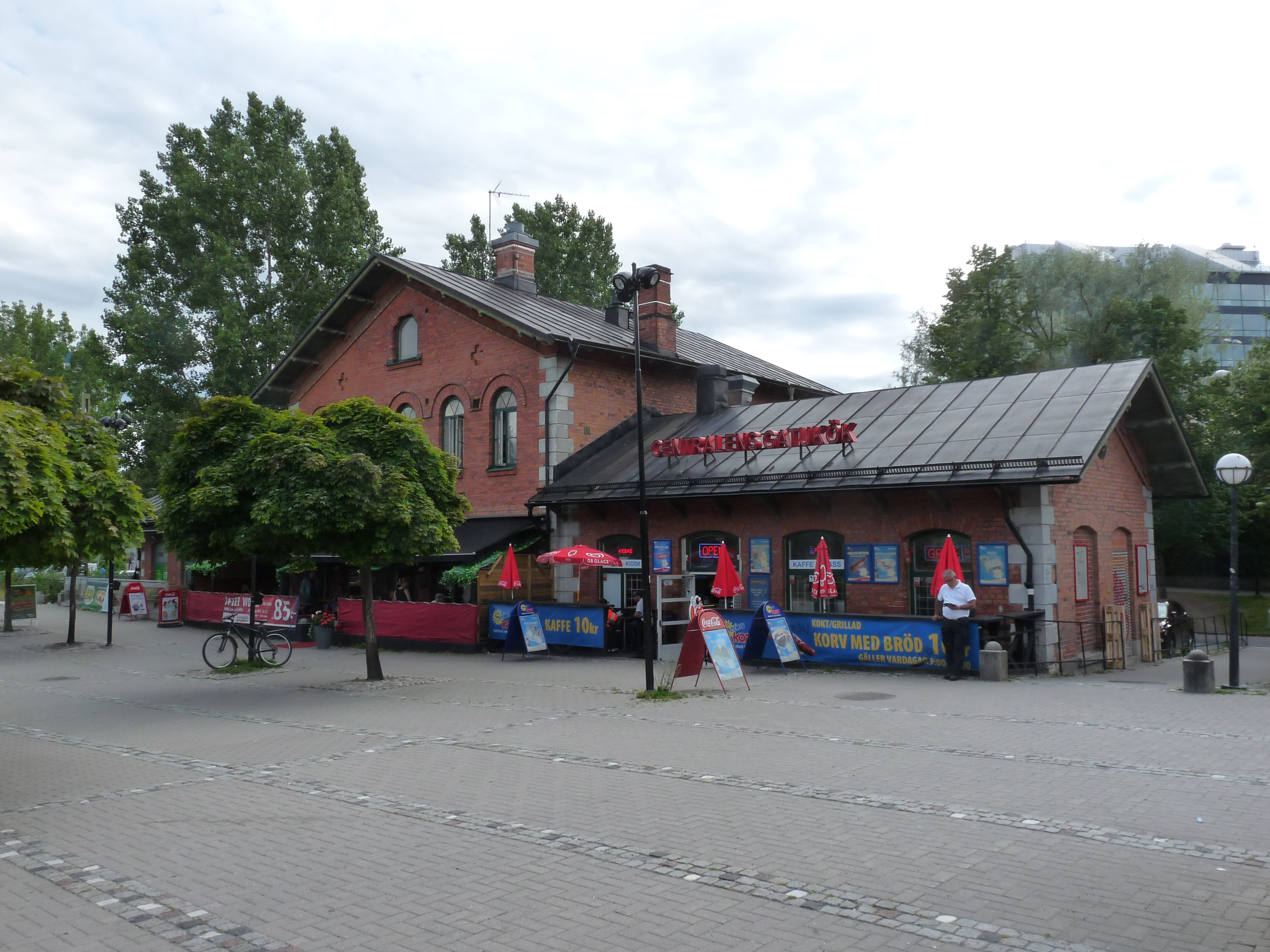
Det första stationshuset på Södertälje C öppnade 1860.
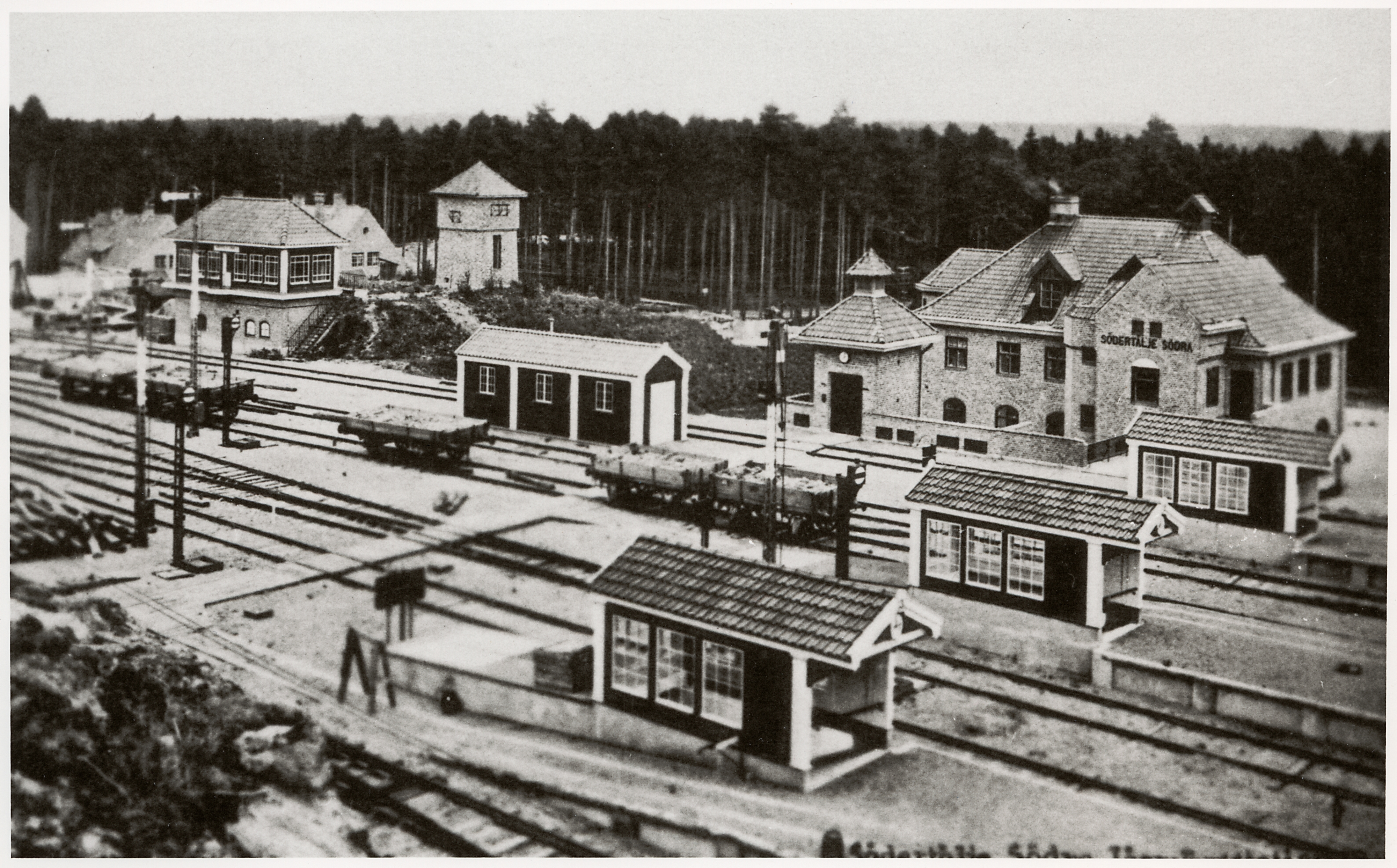
Södertälje södra blev stadens huvudstation för fjärrtåg 1921.

#### Dagens järnväg
Under 1980-talet projekterades en rakare och snabbare dragning av järnvägen. Balkbron Igelstabron färdigställdes 1994. Igelstabron byggdes på seglingsfri höjd, så tågen inte längre behöver stanna vid broöppning. Den gamla järnvägen från 1921 och dess stationer behölls, men användes därefter endast för pendeltåg. Den nya dragningen innebar att Södertälje 1995 åter fick en ny huvudstation för fjärrtåg i form av Södertälje syd, i samband med trafikstarten för Grödingebanan. Plattformar för pendeltåg byggdes under högbron. Den nya bansträckningen förkortade restiderna norrut. I samband med öppnandet av Södertälje syd bytte Södertälje central namn till Södertälje centrum och Södertälje södra bytte namn till Södertälje hamn.
Under 1980-talet ansågs järnvägen mellan Södertälje och Eskilstuna från 1895 inte tillräckligt rak och snabb, och ersattes därför 1997 av den nybyggda Svealandsbanan som utgår från Södertälje syd. Frekvensen på avgångar och tågresandet på sträckan ökade som en följd av den nya banan. Restiderna till Strängnäs och Eskilstuna reducerades också.
2010 ersattes järnvägsbron från 1921 av en ny lyftbro som kunde tåla tyngre tåg och lyftas snabbare än den gamla klaffbron. Enkelspåret till Södertälje C utökades till dubbelspår 2011–2013.
Idag är Södertälje en järnvägsknut mellan Västra stambanan, Svealandsbanan och i praktiken även Nyköpingsbanan, då Södertälje syd är stationen närmast dess början där tåg stannar. Den gamla dragningen av stambanan finns också kvar och används för pendeltågstrafik.

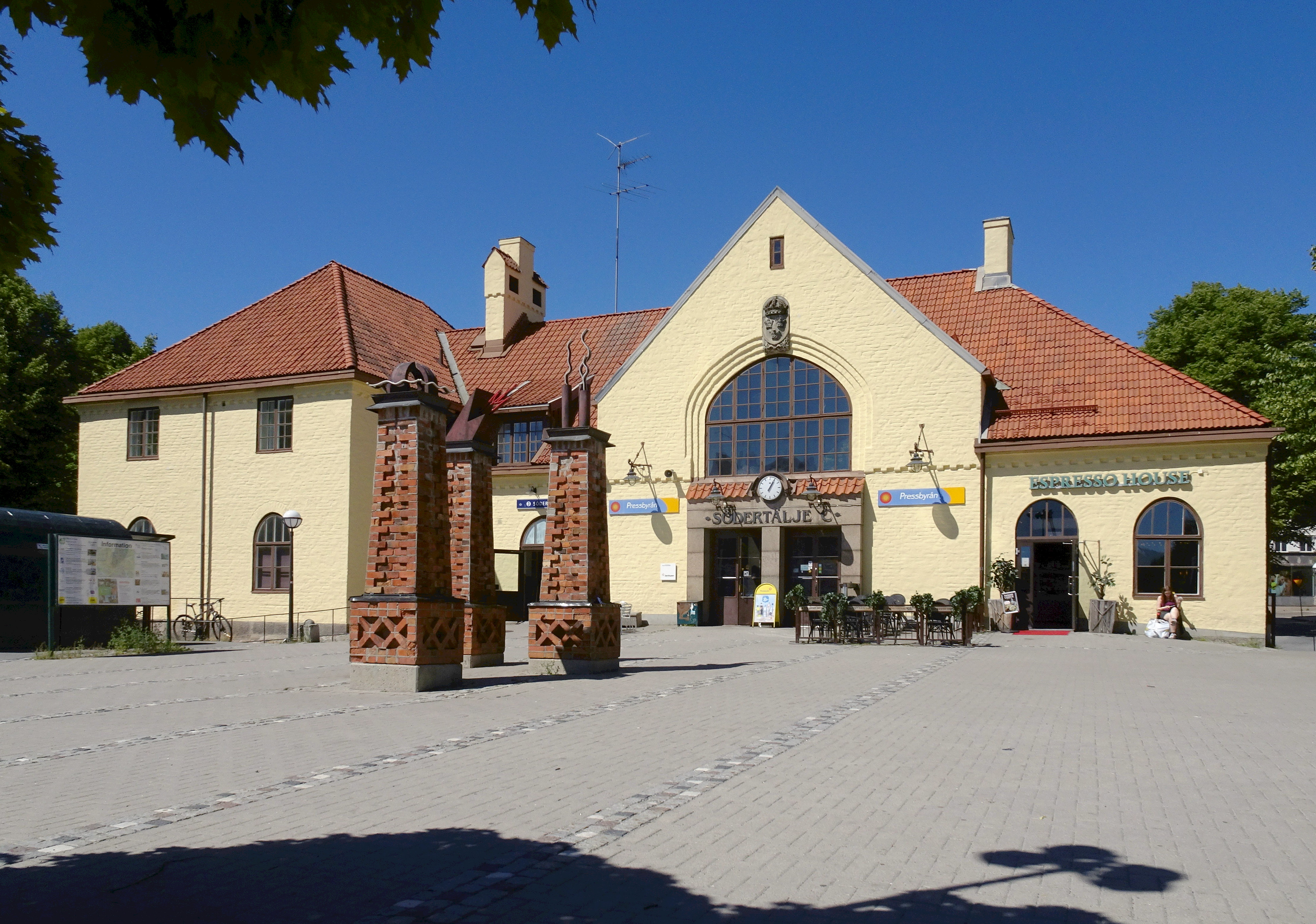
Det gula stationshuset på Södertälje C uppfördes 1918.
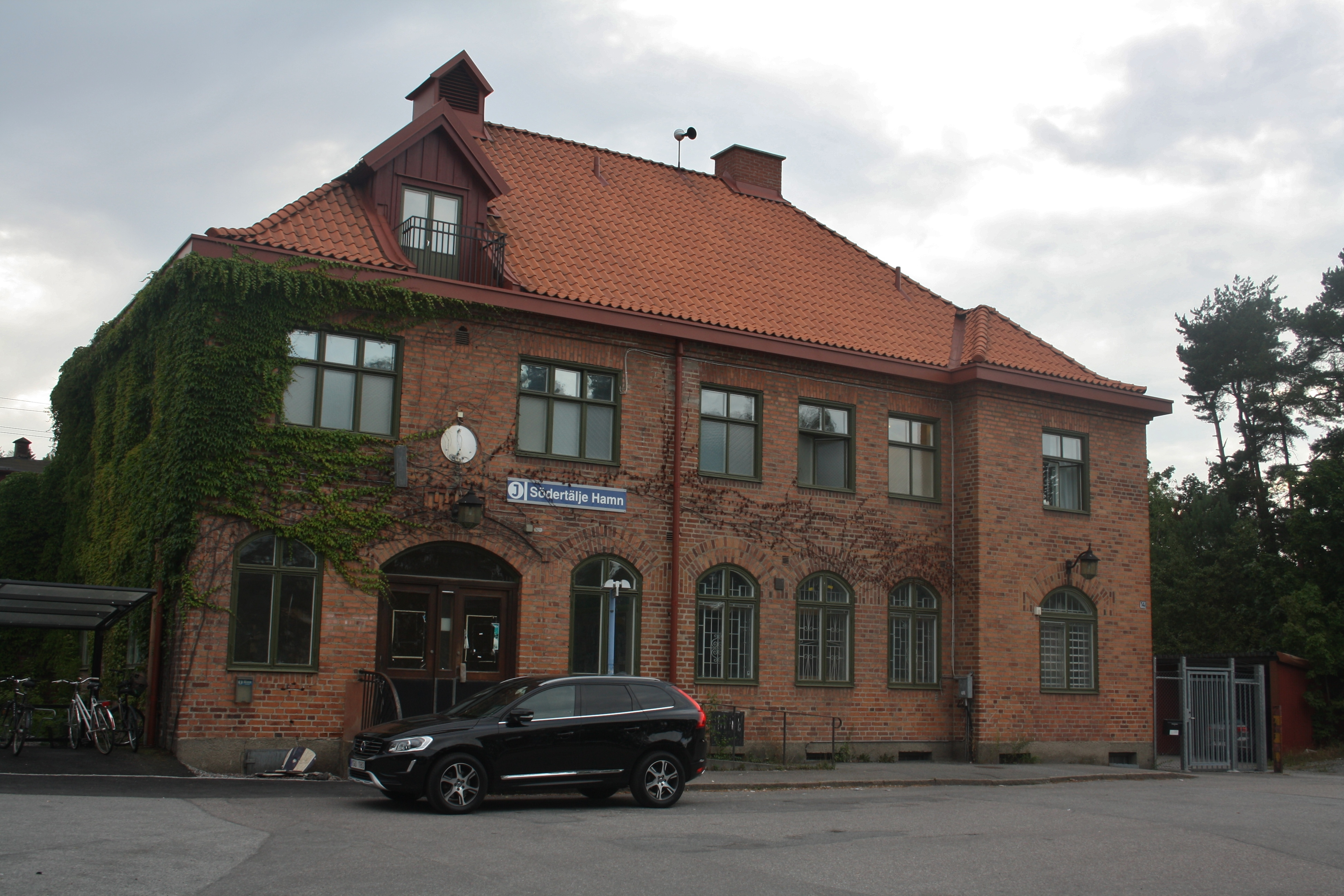
Stationsbyggnaden på Södertälje hamns station öppnade 1921.

### Vattenvägar
Allt sedan landhöjningen gjort Mälarens utlopp till Östersjön i Södertälje för grund för att vara farbart fick vikingar och dess efterföljare släpa båtar över näset med hjälp av stockar och rullar. Engelbrekt gjorde rensningsarbete i fåran under 1400-talet, och under Karl XI anlades en mindre kanal till Saltskogsfjärden som senare förföll.
Under Eric Nordewalls ledning grävdes Södertälje kanal från Mälaren till sjön Maren och vidare till Östersjön under åren 1806-1819. Kanalen fick en nivåskillnad på 50 centimeter, och försågs med en sluss belägen i Mälarehamnen. Nordewalls kanal var fungerande, men fick kapacitetsproblem i samband med ökad trafik av större och tyngre båtar under senare delen av 1800-talet. En rakare sträckning fordrades också.
Mellan 1917 och 1924 byggdes den moderna kanalsträckningen, inklusive ny sluss vid Maren. Södertälje sluss är 135 meter lång, vilket gör den till nordens näst största. Den nya kanalen drogs rak och bred, vilket gjorde att flera stadskvarter på dess östra sida revs. Efter ytterligare trafikökning på 1950-talet skedde vidare breddnings- och fördjupningsarbeten mellan 1973 och 1976. Från 2016 sker ytterligare en utökning och breddning av kanalen. Efter färdigställande skall kanalen kunna ta 160 meter långa och 23 meter breda fartyg. Kanalen kommer även att förses med en ny sluss som kommer att vara strax över 200 meter lång och 25 meter bred (mot nuvarande 135 x 19,6 meter).
Under 2013 passerades kanalen av cirka 2 000 lastfartyg och 9 000 fritidsbåtar, varav hälften i vardera riktningen.

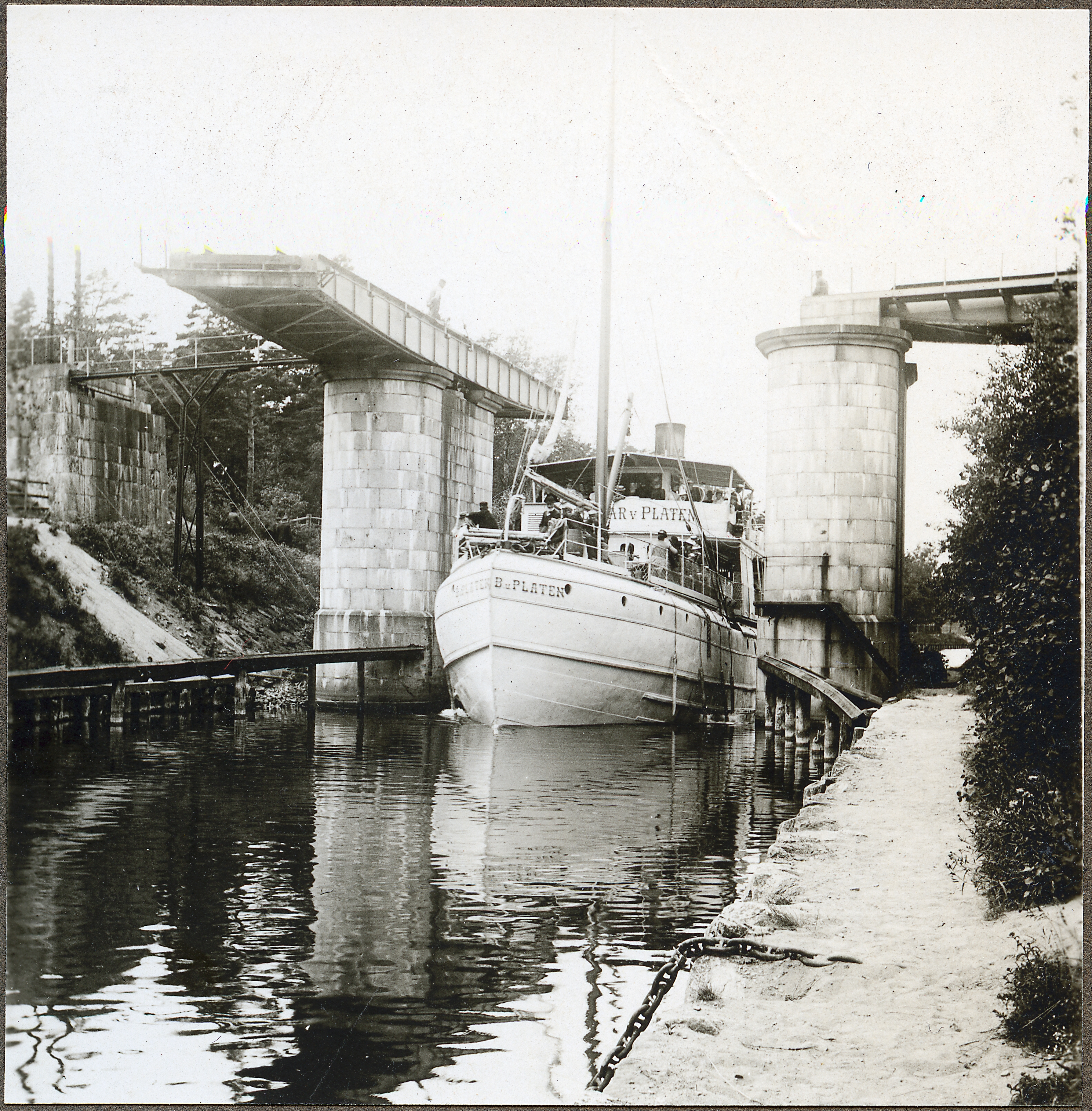
Fartyg passerar järnvägsbron över första sträckningen av kanalen från 1819.
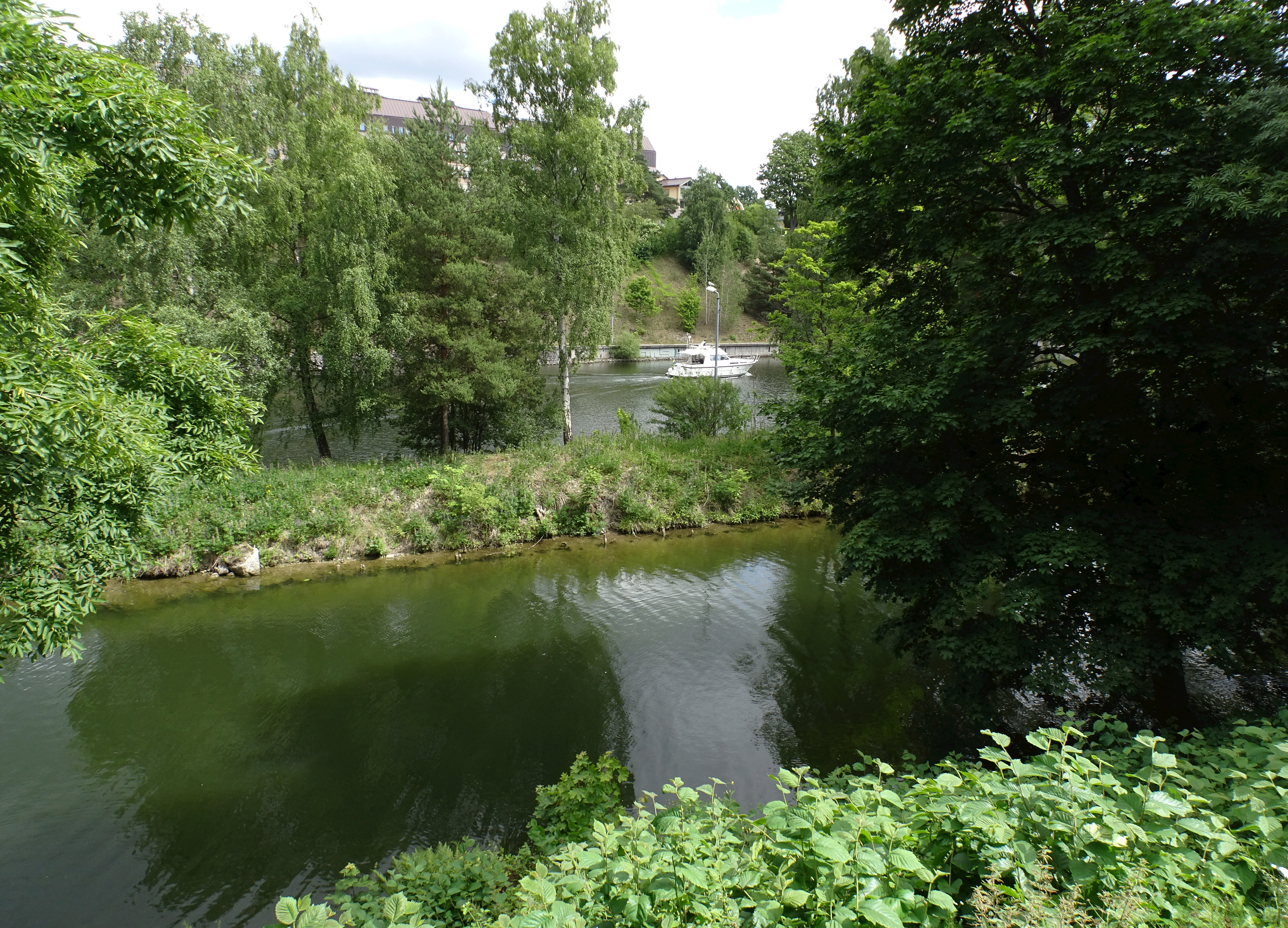
Rester av 1819 års kanal närmast i bild och dagens kanal i bakgrunden.

### Hamnar
På 1580-talet lät Karl IX anlägga en lastplats vid Igelstaviken. Hertigen tillsåg att järnvaror från Bergslagen skeppades ut via Södertälje. Volymerna blev stora, och i slutet av 1500-talet gick en fjärdedel av den svenska järnmalmsexporten från stadens hamn.
Flera av stadens hamnar ingår i företaget Södertälje hamn, med Sydhamnen, Bränslehamnen, Igelstahamnen och Uthamnen. I Bränslehamnen hanteras flytande bulkprodukter som bensin, diesel, eldningsolja, asfalt och liknande. Från Uthamnen skeppas primärt spannmål och torrbulk. Igelstahamnen hanterar flis, torv och liknande för Södertäljes kraftvärmeverk. Sydhamnen har den primära containerverksamheten och är även den som hanterar merparten av bilimporten. Samtliga förutom Igelstahamnen är belägna på Igelstavikens västra sida. Fordonsimporten är en viktig del av hamnens verksamhet. I snitt hanteras omkring 118 000 fordon per år. Volkswagen importerar cirka 50 procent av sina bilar via Södertälje.
Mälarehamnen är belägen på Mälarsidan av Södertälje kanal. Den har använts frekvent från 1860-talet. Dess användning ökade i takt med att ångbåtar blev vanligare, och var som mest nyttjad mellan 1880 och 1930. Trots att Mälarehamnen upphörde att vara en av stadens officiella hamnar 1984 används den fortfarande permanent av Kustbevakningens Kuststation Södertälje. Den används även för turisttrafik och av S/S Ejdern. En ny kaj för att hantera den trafik som finns i hamnen byggs från 2022.

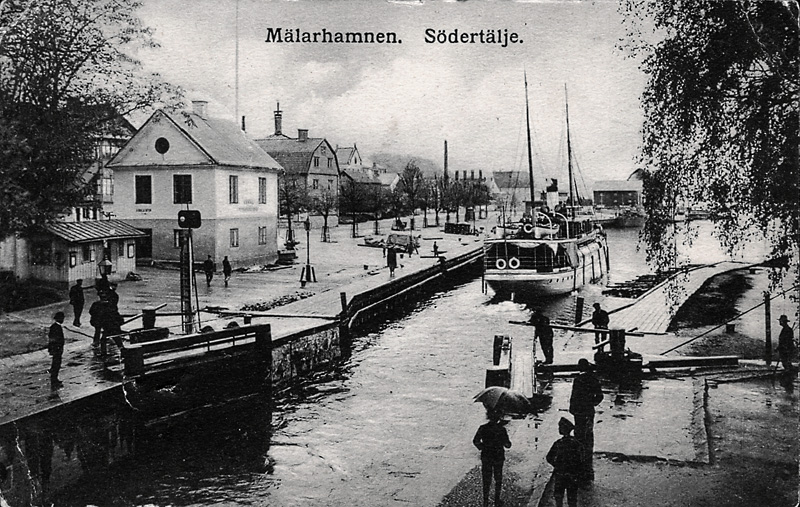
Ångbåt i Mälarehamnen invid slussen till kanalsträckningen från 1819.
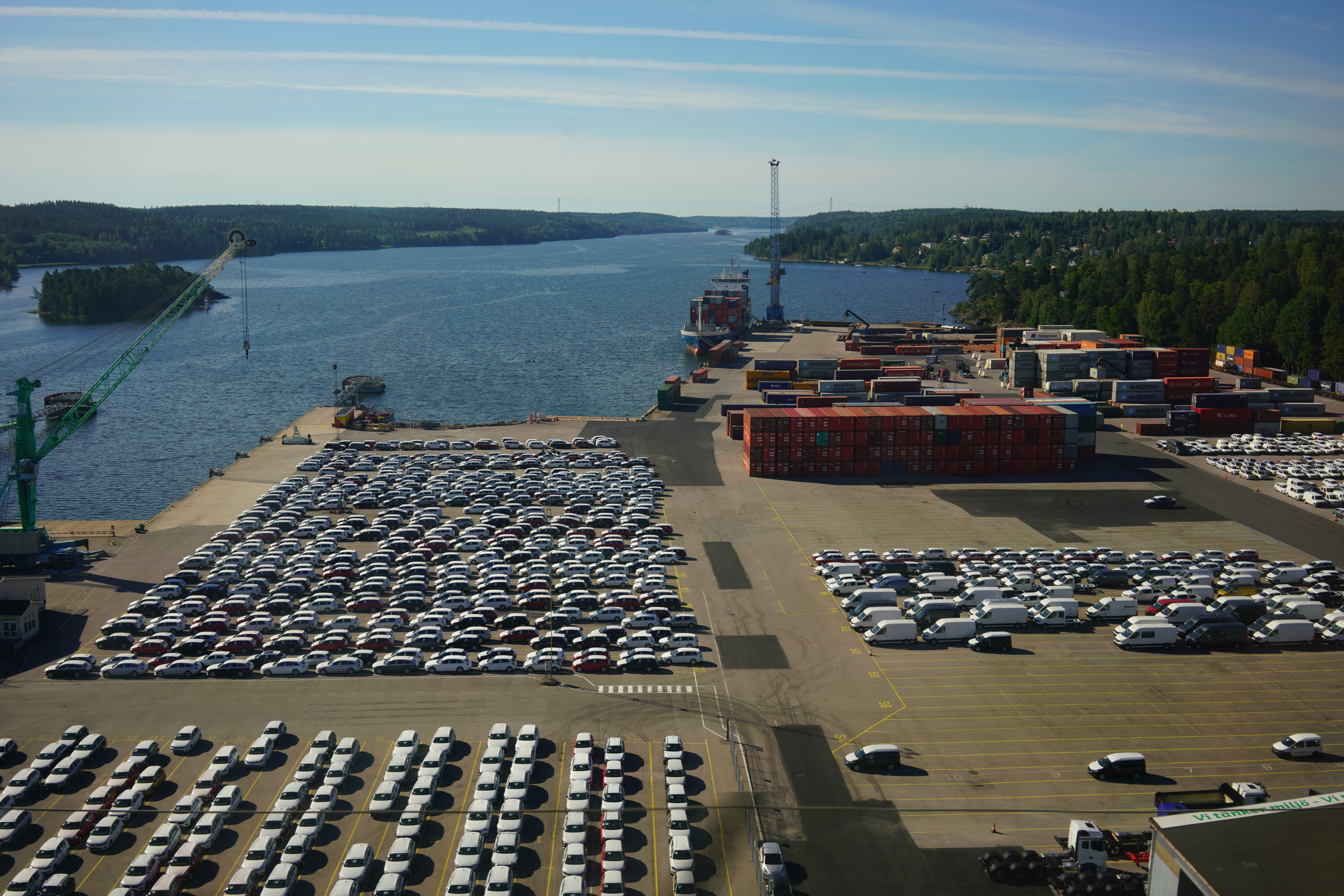
Sydhamnen inom Södertälje hamn med bilar och containrar.

### Busstrafik
Stadsbussar infördes på 1920-talet, och har därefter utökats i omfattning med befolkningstillväxten. På grund av Södertäljes geografiska läge nära en länsgräns, kör både SL och Sörmlandstrafiken busstrafik i och till staden. Ett 20-tal busslinjer ingår i SL:s tidtabellsområde för Södertälje.
Utöver ordinarie stadsbussar finns linjer inom närtrafiken, som främst är avsedd för äldre och rörelsehindrade. Södertälje har busstrafik dygnet runt alla dagar med två nattbusslinjer (som trafikerar var sin sida om kanalen), samt nattrafik till närliggande orter.
Långdistansbussar från exempelvis Flixbus stannar i Södertälje.

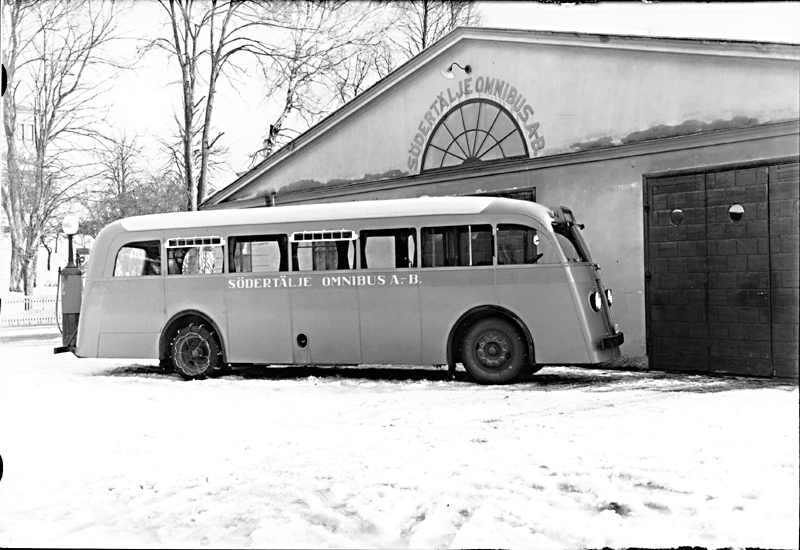
Buss från Södertälje Omnibus vid bussgarage på Järnagatan 1937.
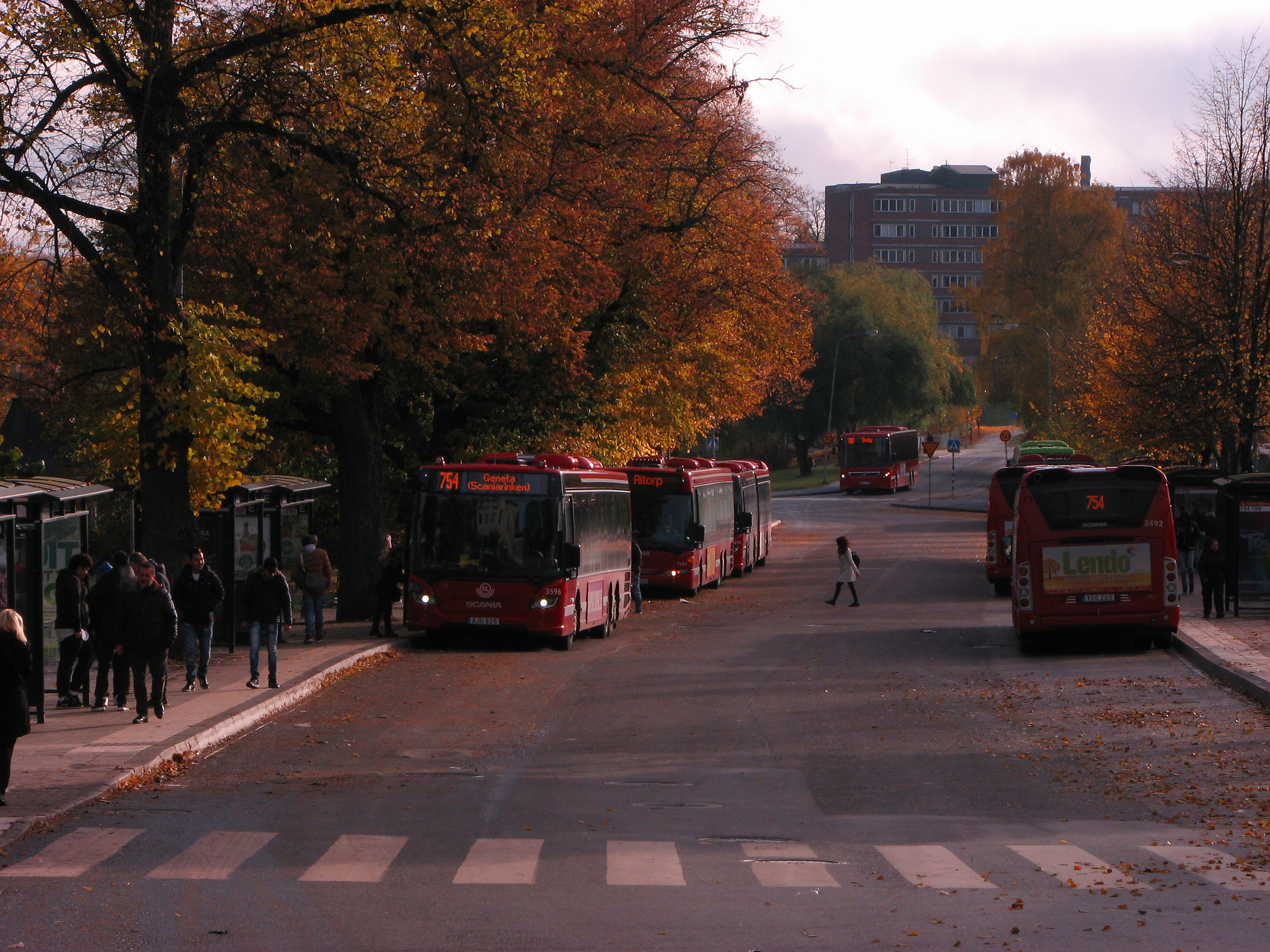
Många av stadens bussar använder Södertälje C som nav.

## Utbildning
Hagabergs folkhögskola startade 1910, och blev folkhögskola 1957. I början av 2000-talet erbjöd skolan både kurser som förbereder för arbete inom kyrkan, samt andra utbildningar. Skolan hade internat.

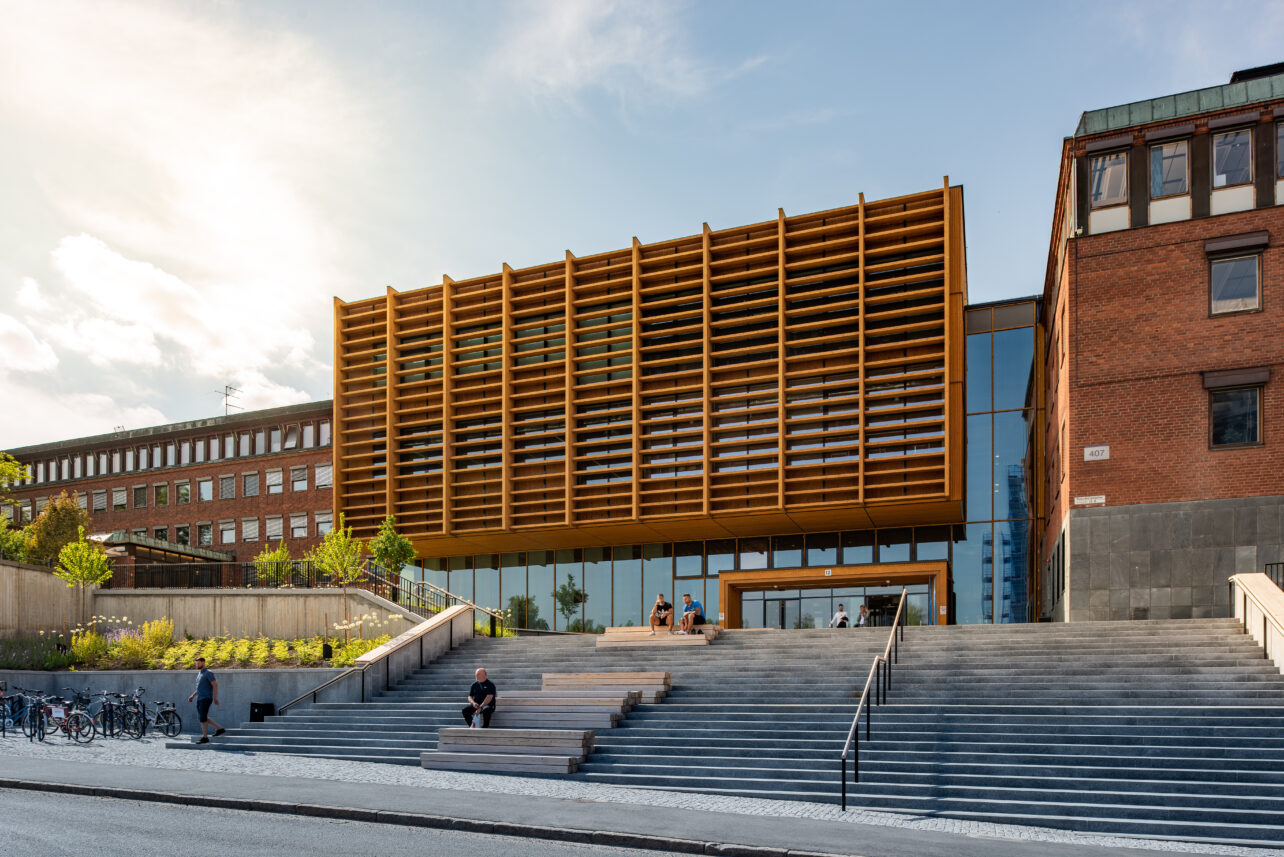
Campus Telge och Södertälje Science Park i Snäckviken.

Kungliga Tekniska högskolan (KTH) öppnade en filial i Södertälje 1986. Bland annat erbjöds universitetsutbildning inom maskinteknik och logistik upp till civilingenjörs- och masternivå. År 1998 etablerades Campus Telge som fast campus för högre utbildning för flera högskolor och yrkeshögskola. När det startades låg det i Mariekälla, men flyttade till lokaler som tidigare inrymt Astras huvudkontor 2015. Från 2025 flyttades delar av KTH:s verksamhet från Södertälje.
År 2025 fanns det 12 gymnasieskolor i Södertälje, varav 4 kommunala och 8 friskolor.

## Sjukvård
Södertälje sjukhus är ett av regionens 6 akutsjukhus. Förutom allmänmedicinsk vård utförs även förlossning, operation, intensivvård och röntgen. Det nuvarande sjukhuset grundades 1907. Utbyggnader gjordes bland annat 2017 då en ny behandlingsbyggnad togs i bruk, samt hösten 2019 då en vårdbyggnad med 120 enkelrum tillkom. Sjukhuset har omkring 1 200 anställda.